# Ślęza

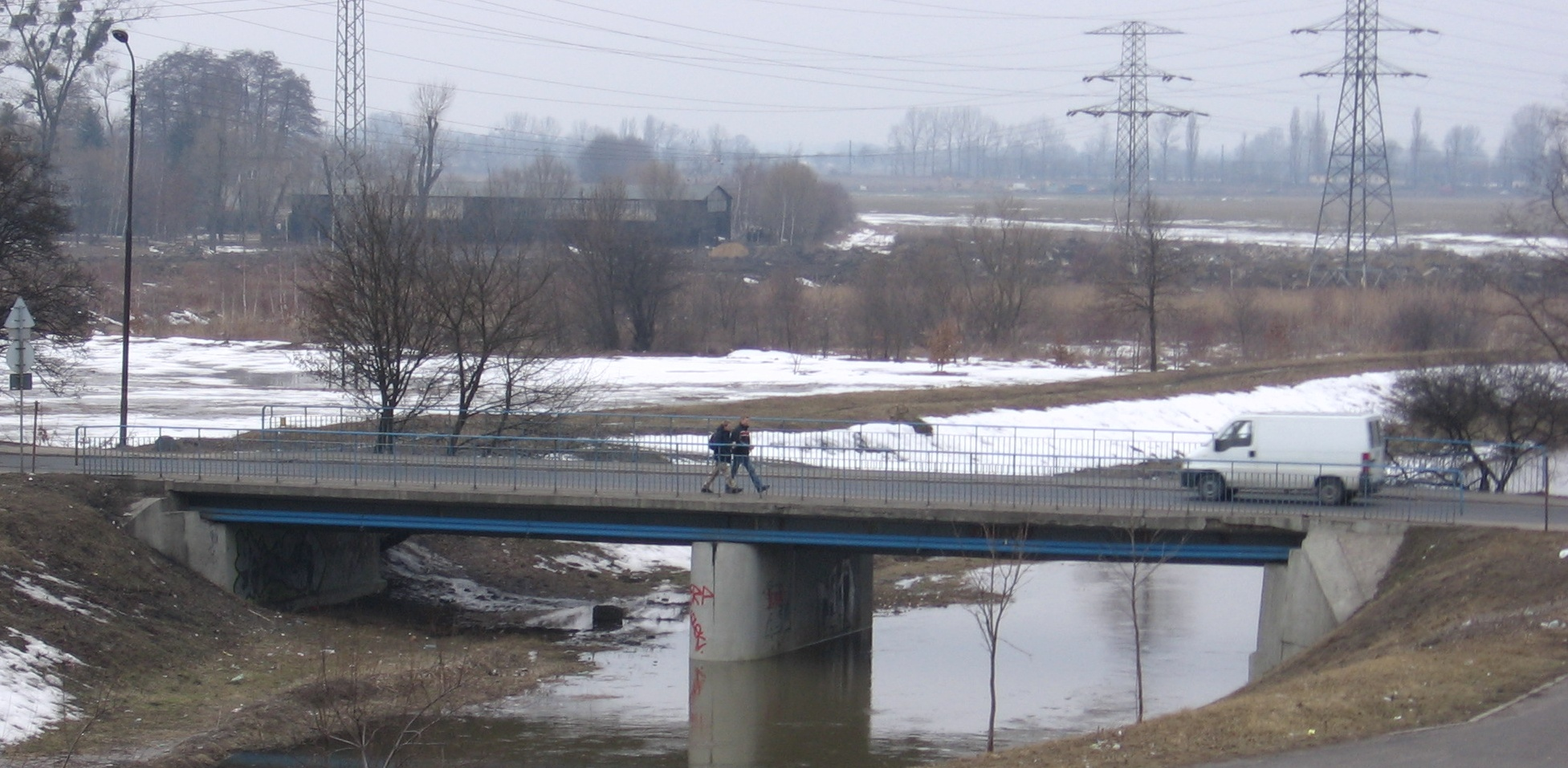
Ślęza pod Mostem Oporowskim we Wrocławiu

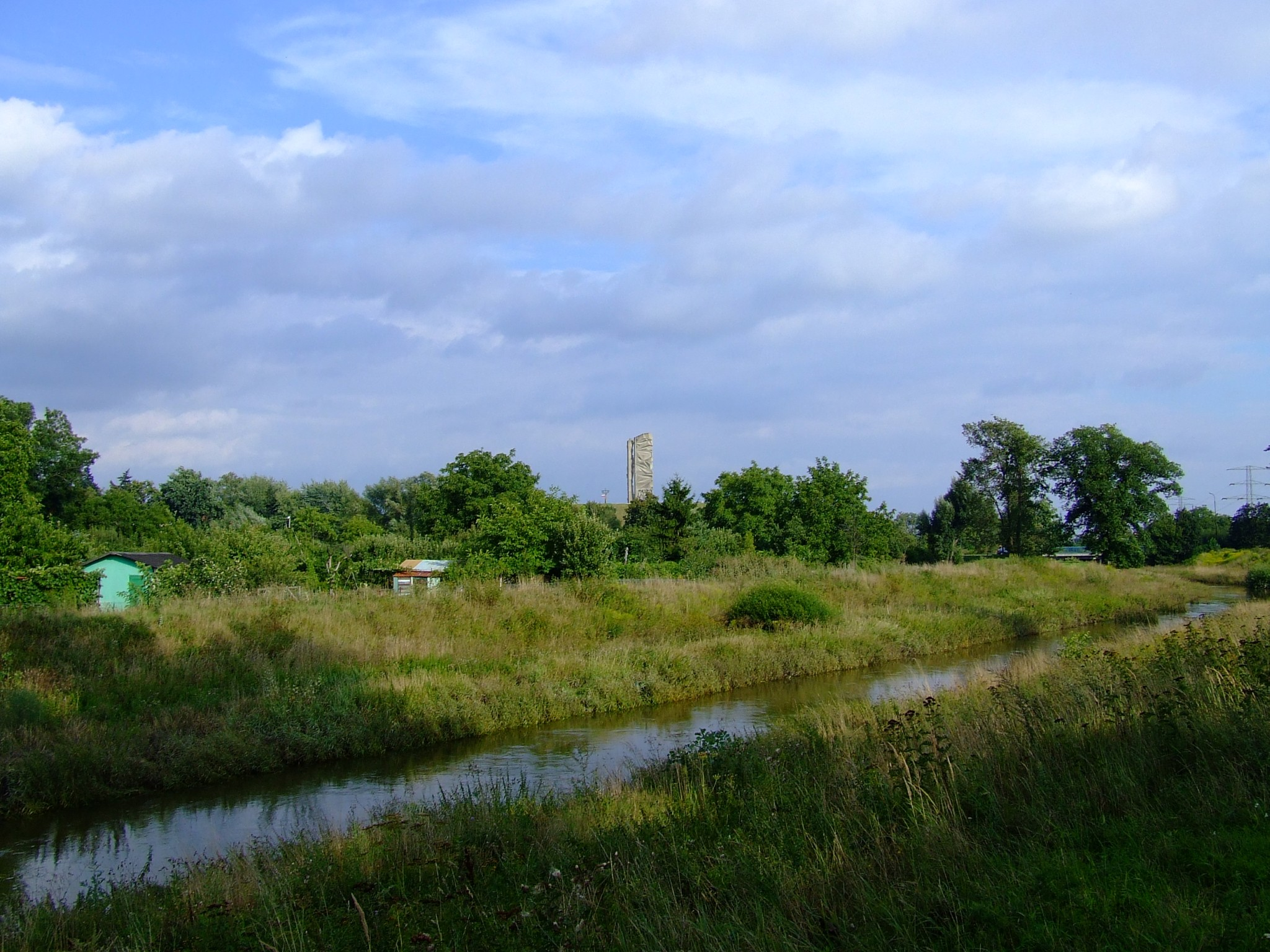
Rzeka Ślęza. W tle pomnik na Cmentarzu Żołnierzy Polskich we Wrocławiu.

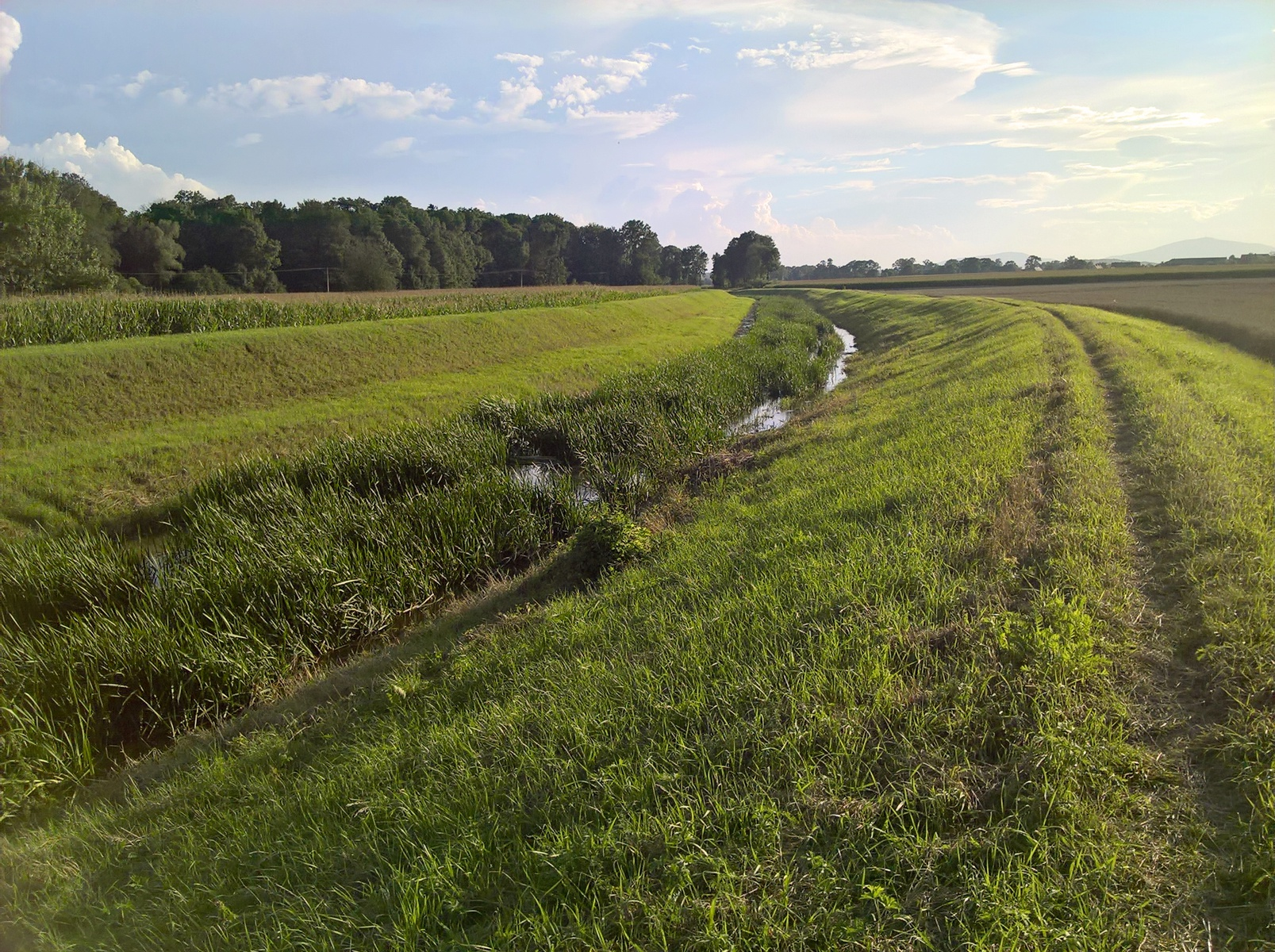
Koryto Ślęzy w Borowie

Ślęza (niem. Lohe) – rzeka w południowo-zachodniej Polsce, w województwie dolnośląskim, lewobrzeżny dopływ Odry. Długość rzeki wynosi 78,6 km, a jej zlewnia obejmuje obszar o powierzchni 971,7 km² w tym 8,47 km² na terenie Wrocławia.

## Przebieg
Źródło Ślęzy znajduje się w południowo-wschodnim zboczu wzgórza Kłodnik (Przedgórze Sudeckie) na wysokości 347 m n.p.m. obok (SE) wsi Kluczowa. Pokonując doliny obok Wzgórz Gumińskich i Wzgórz Dębowych wypływa na Nizinę Śląską, omijając od wschodu Masyw Ślęży. Na ostatnim odcinku swojego biegu płynie uregulowanym korytem pomiędzy zachodnimi osiedlami Wrocławia, wpada do Odry (261,6 km) na jego terenie, poniżej osiedla Kozanów.

### Miejscowości nad Ślęzą
- miasta: Niemcza;
- wsie: Ligota Mała, Przerzeczyn-Zdrój, Podlesie, Wilków Wielki, Sienice, Białobrzezie, Jordanów Śląski, Tyniec nad Ślęzą, Borów, Brzezica, Pasterzyce, Komorowice, Ślęza;
- na obszarze Wrocławia Ślęza wyznacza granice kilku osiedli: Klecina – Krzyki, Oporów – Grabiszynek, Oporów-Grabiszyn, przecina Muchobór, Żerniki – Kuźniki – Nowy Dwór, Maślice – Kozanów.

### Dopływy
Najważniejsze dopływy, w kolejności od źródła do ujścia:
- Szklarka (lewy)
- Krzywula (lewy)
- Oleszna (lewy)
- Mała Ślęza (prawy)
- Żurawka (prawy)
- Kasina (lewy)

Na terenie Wrocławia, oprócz Kasiny, do Ślęzy uchodzą też takie strugi jak: Olszówka Krzycka, Grabiszynka i Toczek.

## Hydronimia
W bulli papieża Hadriana IV z 1155 roku nazwa rzeki została zapisana w formie Selenza przez niektórych odczytywanej także jako Sclenza. W roku 1613 śląski regionalista i historyk Mikołaj Henel z Prudnika wymienił rzekę w swoim dziele o geografii Śląska pt. Silesiographia podając jej łacińską nazwę: Laa fl..
Nazwę Ślęza ustalono urzędowo w 1949 roku, zastępując niemieckie nazwy Lohe i Große Lohe.
Od nazwy rzeki (o etymologii wspólnej ze Ślężą) wywodzi się prawdopodobnie nazwę żyjącego na pobliskich terenach plemienia Ślężan, a w konsekwencji całego regionu Śląska (patrz: Pochodzenie nazwy Śląsk).